# Heart-Shaped Box
Heart-Shaped Box – pierwszy singel amerykańskiego zespołu Nirvana z albumu In Utero. Klip do tego utworu był częściowym pomysłem Cobaina.

## Singel
Na singlu znalazły się następujące utwory:
1. „Heart-Shaped Box” [LP Version] (Cobain) – 4:39
2. „Milk It” [LP Version] (Cobain) – 3:52
3. „Marigold” (Grohl) – 2:33

## Miejsca na liście
| Year | Chart                               | Position |
| ---- | ----------------------------------- | -------- |
| 1993 | Modern Rock Tracks (US)             | No. 1    |
| 1993 | Australian Alternative Music Charts | No. 1    |
| 1993 | Hawaiian Island Charts              | No. 3    |
| 1993 | Mainstream Rock Tracks              | No. 4    |
| 1993 | Slovakian Airplay Charts            | No. 4    |
| 1993 | Official UK Singles Charts          | No. 5    |
| 1993 | Official Irish Singles Charts       | No. 6    |
| 1993 | Finland Mitä hittiä Charts          | No. 6    |
| 1993 | Official New Zealand Singles Charts | No. 9    |
| 1993 | Polish Airplay Charts               | No. 13   |
| 1993 | Official Finland Singles Charts     | No. 14   |
| 1993 | Official Sweden Singles Charts      | No. 16   |
| 1993 | Official Australian Singles Charts  | No. 17   |
| 1993 | Triple J Hotest 100 (Australia)     | No. 20   |
| 1993 | Official Belgium Singles Charts     | No. 31   |
| 1993 | Official Dutch Singles Charts       | No. 32   |
| 1993 | Official French Singles Charts      | No. 37   |
| 1993 | French Airplay Charts               | No. 52   |